# Padel v boju
Padel v boju je vojaški izraz, s katerim se označuje smrt lastnih vojakov, ki so padli v neposrednem spopadu s sovražnikom ali pa so umrli pod »prijateljskim ognjem«.
Med padle v boju se štejejo tudi pripadniki oboroženih sil, ki neposredno ne sodelujejo v boju in so postali žrtev obstreljevanja, bombardiranja ali kakšne druge napadalne akcije sovražnika. Prav tako štejejo v to skupino pripadniki vseh rodov vojske. Sem ne štejejo žrtve nesreč, terorističnih napadov ali za drugimi posledicami.
Padel v boju se uporablja samo za pripadnike oboroženih sil, ki so umrli na kraju, kjer so bili zadeti. Tako se ločijo od umrlih za posledicami ran.
Oborožene sile po navadi padle v boji počastijo na poseben način, svojcem pa neredko pripadajo posebne ugodnosti. Padle v boju praviloma pokopljejo z vojaškimi častmi.